# András Béres
András Béres, bijgenaamd "Bandi", (Boedapest, 20 juli 1924 - Boom, 16 april 2007) was een Hongaars–Belgisch voetballer en voetbaltrainer.

## Carrière als voetbalspeler
Als voetballer kende Béres zijn grootste successen tijdens de jaren '40 en '50 bij Kispesti AC (het latere Budapest Honvéd FC) en Csepel SC, waar hij als rechtsbuiten opereerde aan de zijde van de illustere Ferenc Puskás (later "De Majoor" bij Real Madrid), Sándor Kocsis, doelman Gyula Grosics en aanvoerder Jozsef Bozsik. Toen in 1956 in Hongarije de volksopstand tegen het Sovjet-regime bloedig de kop werd ingedrukt, vluchtten verscheidene topvoetballers naar het buitenland. Béres week uit naar Nederland, waar hij bij Sportclub Enschede en HVV Tubantia Hengelo ging spelen. In 1960 verhuisde hij naar Luxemburg, waar hij bij Spora Luxemburg, als speler en trainer werkte.

## Carrière als voetbaltrainer
In 1962 verhuisde Béres naar België. "Bandi" Béres trainde eerst gedurende vier seizoenen bij Beerschot, waarmee hij na een moeizaam begin tweemaal vierde en één keer derde werd. Toen hij in 1966 door Anderlecht werd aangeworven om de legendarische Pierre Sinibaldi op te volgen, nam Béres de Belgische nationaliteit aan. Met paars-wit behaalde hij de landstitel, de vierde op rij al voor de Brusselaars. Maar toen de zaken in het daaropvolgende seizoen 1967–'68 niet liepen zoals verwacht met Béres, werd in het Astridpark beslist het seizoen met assistent-trainer Arnold “Noulle” Deraeymaeker als hoofdtrainer af te maken. Anderlecht zou ondanks de moeizame start een vijfde opeenvolgende landstitel behalen.
Béres werd door Daring Club de Bruxelles aangezocht om de ex-kampioenenploeg in 1968–69 weer wat dichter bij de top te brengen na een decennium in de middenmoot. Het draaide totaal anders uit. De rood-zwarten gleden meteen naar de kelder van de rangschikking en eindigden, na o.a. een 9–2 kastijding op "De Klokke", als allerlaatste. Het definitieve einde overigens, want Daring zou nooit meer terugkeren op het hoogste podium en uiteindelijk in de fusie met Racing White opgeslokt worden.
Béres, die sinds zijn aankomst in België steeds in Antwerpen was blijven wonen, zakte zelf ook naar tweede klasse af. Hij ging gedurende één seizoen bij Berchem Sport aan de slag. Beres wist de geel-zwarten op de slotdag van de competitie te behoeden voor een degradatie naar derde klasse, en begon dan aan een tweede verblijf bij Beerschot. In 1971 werden de “Mannekens” onder zijn leiding zesde en pakten ze de Belgische beker, door in de finale na verlengingen Sint-Truiden te verslaan (2–1). In het daaropvolgende seizoen kon Beerschot zich echter ternauwernood handhaven in eerste klasse, en moest Béres als trainer de baan ruimen voor ex-speler Cois Geeraerts.
Béres verkoos vanaf dat moment in een andere gedaante in de voetballerij actief te blijven. Hij verkreeg een UEFA-licentie als makelaar en ging als tussenpersoon optreden bij transfers van Hongaarse voetballers naar België, of legde de contacten voor vriendschappelijke wedstrijden met clubs uit zijn geboorteland.
Dat Club Brugge in november 1978 uitgerekend bij Béres terechtkwam als opvolger van de ontslagnemende Ernst Happel, was een bericht dat insloeg als een bom en op de nodige scepsis werd onthaald. Een succes werd de samenwerking niet. Als coach bleek Béres, die een contract voor drie seizoenen (en officieel als technisch directeur) kreeg aangeboden, totaal achterhaalde ideeën te hebben. De Brugse spelersgroep ging zich bepaald vragen stellen bij de geestelijke gezondheid van Béres, toen die het bestond tijdens de gure wintermaanden technische patronen in te oefenen op een ondergesneeuwd terrein.
Omdat de door Happel in het elftal geslepen automatismen nog een tijdlang functioneerden, waren de resultaten aanvankelijk nochtans behoorlijk. Na een gelijkspel thuis tegen Winterslag en een nederlaag in Charleroi, bleef Club vervolgens zowaar negen wedstrijden op rij ongeslagen (waarbij zes overwinningen) en schakelde in de Beker van België regerend kampioen KSK Beveren uit. Het spelpeil zakte echter alarmerend. De tussentijds aangeworven Nederlandse spits Peter Houtman paste zich heel moeizaam aan, en een reeks smadelijke nederlagen (5–2 in Luik, 1–6 thuis tegen Lokeren, 3–0 op Anderlecht, 3–1 in Winterslag, 1–3 thuis tegen RWDM) sloegen blauw-zwart in de eindfase van de competitie totaal uit koers voor een Europees ticket. Club eindigde slechts als zesde. Op dat ogenblik was Béres al aan de kant geschoven, zijn opdracht werd als een fiasco beschouwd en assistent-coach Mathieu Bollen mocht vanaf de laatste competitiewedstrijd het roer van hem overnemen. Béres bleef in dienst als technisch directeur en volgde Club vanuit de tribune een laatste keer tijdens de dramatische bekerfinale van 1979 (1–0-verlies tegen Beerschot). Vervolgens werd het contract tussen blauw-zwart en de Hongaar ontbonden.
De korte doortocht van Béres bij Club Brugge was ook zijn laatste trainersklus. "Bandi" bleef wel in België wonen, in Boom, waar hij op 16 april 2007 overleed.

## Carrièrestatistieken
| Seizoen         | Club               | Land            | Competitie       | Competitie | Competitie | Beker | Beker | Internationaal | Internationaal | Overig | Overig | Totaal | Totaal |
| Seizoen         | Club               | Land            | Competitie       | Wed.       | Dlp.       | Wed.  | Dlp.  | Wed.           | Dlp.           | Wed.   | Dlp.   | Wed.   | Dlp.   |
| --------------- | ------------------ | --------------- | ---------------- | ---------- | ---------- | ----- | ----- | -------------- | -------------- | ------ | ------ | ------ | ------ |
| 1957/58         | Sportclub Enschede | Nederland       | Eredivisie       | –          | 0          | –     | –     | 0              | 0              | 0      | 0      | –      | 0      |
| 1958/59         | Sportclub Enschede | Nederland       | Eredivisie       | –          | 3          | –     | –     | 0              | 0              | 0      | 0      | –      | 3      |
| 1959/60         | Tubantia           | Nederland       | Tweede divisie B | –          | 9          | –     | –     | 0              | 0              | 0      | 0      | –      | 9      |
| Carrière totaal | Carrière totaal    | Carrière totaal | Carrière totaal  | –          | 12         | 0     | 0     | 0              | 0              | 0      | 0      | –      | 12     |